# Conquest
«Conquest» — музичний альбом гурту «Uriah Heep». Виданий 1980 року лейблом «Bronze Records». Загальна тривалість композицій становить 39:36. Альбом відносять до напрямку прогресивний рок.

## Список пісень
1. «No Return» (Bolder/Box/Hensley) — 6:07
2. «Imagination» — 5:49
3. «Feelings» — 5:26
4. «Fools» (Bolder) — 5:03
5. «Carry On» — 3:57
6. «Won't Have to Wait Too Long» (Bolder/Box/Hensley) — 4:54
7. «Out on the Street» — 5:57
8. «It Ain't Easy» (Bolder) — 5:45